# Ole Madsen

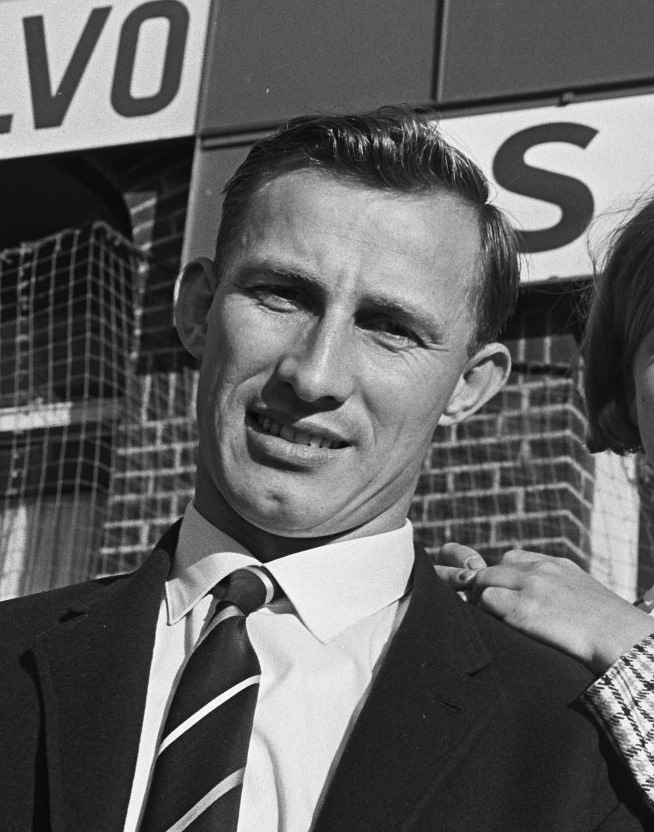
Ole Madsen 1965

Ole Eduard Fischer Madsen (* 21. Dezember 1934 in Kopenhagen; † 26. März 2006 in Brønshøj), bekannt als Ole Madsen, war ein dänischer Fußballspieler, der 42 Tore in 50 Spielen für die dänische Nationalmannschaft erzielte. Bei der Fußball-Europameisterschaft 1964 wurde er mit sieben Treffern Torschützenkönig. Im selben Jahr wurde er in Dänemark zum Fußballspieler des Jahres gewählt.